# 劔山谷右エ門 (1852年生)

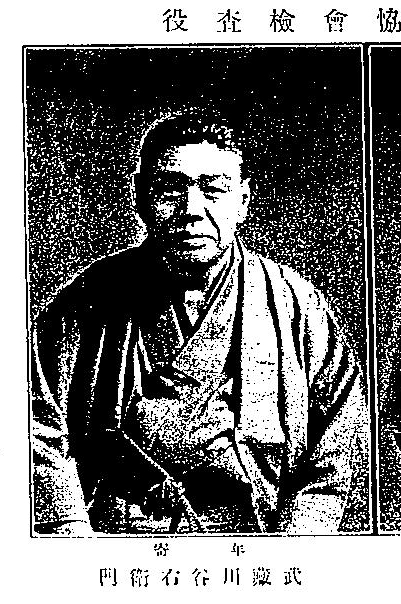
「相撲大鑑」、常陸山谷右衛門著、1909年発行より

劔山 谷右エ門（つるぎざん たにえもん、1852年2月9日（嘉永5年1月20日） - 1910年（明治43年）11月21日）は、阿波国麻植郡鴨島村（現・徳島県吉野川市）出身の大相撲力士。本名は吉原 熊十郎。最高位は大関。所属部屋は猪名川部屋（大阪）→梅ヶ谷のち雷部屋（東京）。身長177cm、体重120kg。

## 略歴

### 大阪相撲時代
1870年（明治3年）、大坂相撲で鶴ヶ濱という力士であった父の縁での猪名川の門に入り響矢 熊吉で初土俵。1875年（明治8年）6月入幕（西前頭12）。翌1876年（明治9年）大坂相撲で脱走事件が起き、脱走組は「開化組」を名乗った。響矢も開化組に加わり大関を務めた。1878年（明治11年）9月帰参。この場所は残留組と開化組とで別々に番付を作り開化組西大関（この時下の名を熊十郎と改める）。翌1879年（明治12年）9月正式に東大関となった。1882年（明治15年）8月郷里の名峰にちなんで劔山 熊十郎と改名するが、この場所限りで大阪を脱走して東京相撲に転じる。

### 東京相撲時代
1883年（明治16年）梅ヶ谷の門下となり5月場所「東客席」（三役格）で出場。1884年（明治17年）1月東小結となり下の名を江戸の名大関と同じ谷右エ門と改名。1885年（明治18年）5月関脇、1886年（明治19年）1月引退した梅ヶ谷に替わり大関に昇進した。1890年（明治23年）5月、西ノ海が初めて番付に横綱と書かれた場所劔山は西に張り出され「張出大関」となった。1891年（明治24年）1月からは地位表示なしの「張出」となり、これについては「大関格」「三役格」の二説がある。1892年（明治25年）6月限り引退。年寄武蔵川となった。勝負検査役などを務め、1910年11月、58歳で死去。肩幅広く胸板厚く左を差しての寄りは大関相撲と讃えられた。

## 成績
- 出場19場所　70勝26敗79休14分1預（東京のみ）

### 場所別成績（東京）
| 1883年 （明治16年） | x                | 東小結 4–1–4 1分       |
| 1884年 （明治17年） | 東小結 6–1–2 1分 | 東小結 5–3–2           |
| 1885年 （明治18年） | 東小結 7–1–1 1分 | 東関脇 7–2–1           |
| 1886年 （明治19年） | 東大関 7–1–1 1分 | 東大関 7–1–1 1預       |
| 1887年 （明治20年） | 東大関 0–0–10    | 東大関 4–1–3 2分       |
| 1888年 （明治21年） | 東大関 2–1–5 2分 | 東大関 7–0–1 2分       |
| 1889年 （明治22年） | 東大関 5–1–3 1分 | 東大関 0–0–10          |
| 1890年 （明治23年） | 東大関 0–2–7 1分 | 西張出大関 0–0–10      |
| 1891年 （明治24年） | 西張出大関 2–5–3 | 西張出大関 6–1–1 2分   |
| 1892年 （明治25年） | 西張出大関 1–5–4 | 西張出大関 引退 0–0–10 |
| 各欄の数字は、「勝ち-負け-休場」を示す。 優勝 引退 休場 十両 幕下 三賞：敢=敢闘賞、殊=殊勲賞、技=技能賞 その他：★=金星 番付階級：幕内 - 十両 - 幕下 - 三段目 - 序二段 - 序ノ口 幕内序列：横綱 - 大関 - 関脇 - 小結 - 前頭（「#数字」は各位内の序列） |                  |                        |